# Francesco Martino (gimnasta)
Francesco Martino   (Bari, 14 de juliol de 1900 - Bari, 10 d'octubre de 1965) va ser un gimnasta artístic italià que va competir durant la dècada de 1920.
El 1924 va prendre part en els Jocs Olímpics de París, on disputà les nou proves del programa de gimnàstica. Guanyà la medalla d'or en les proves del concurs complet per equips i d'anelles, mentre en les altres set proves finalitzà més enllà de la desena posició.